# Sommet de Genève pour les droits humains et la démocratie
 (février 2025).
La mise en forme du texte ne suit pas les recommandations de Wikipédia : il faut le « wikifier ».
Les points d'amélioration suivants sont les cas les plus fréquents. Le détail des points à revoir est peut-être précisé sur la page de discussion.
- Les titres sont pré-formatés par le logiciel. Ils ne sont ni en capitales, ni en gras.
- Le texte ne doit pas être écrit en capitales (les noms de famille non plus), ni en gras, ni en italique, ni en « petit »…
- Le gras n'est utilisé que pour surligner le titre de l'article dans l'introduction, une seule fois.
- L'italique est rarement utilisé : mots en langue étrangère, titres d'œuvres, noms de bateaux, etc.
- Les citations ne sont pas en italique mais en corps de texte normal. Elles sont entourées par des guillemets français : « et ».
- Les listes à puces sont à éviter, des paragraphes rédigés étant largement préférés. Les tableaux sont à réserver à la présentation de données structurées (résultats, etc.).
- Les appels de note de bas de page (petits chiffres en exposant, introduits par l'outil «  Source ») sont à placer entre la fin de phrase et le point final[comme ça].
- Les liens internes (vers d'autres articles de Wikipédia) sont à choisir avec parcimonie. Créez des liens vers des articles approfondissant le sujet. Les termes génériques sans rapport avec le sujet sont à éviter, ainsi que les répétitions de liens vers un même terme.
- Les liens externes sont à placer uniquement dans une section « Liens externes », à la fin de l'article. Ces liens sont à choisir avec parcimonie suivant les règles définies. Si un lien sert de source à l'article, son insertion dans le texte est à faire par les notes de bas de page.
- La présentation des références doit suivre les conventions bibliographiques. Il est recommandé d'utiliser les modèles {{Ouvrage}}, {{Chapitre}}, {{Article}}, {{Lien web}} et/ou {{Bibliographie}}. Le mode d'édition visuel peut mettre en forme automatiquement les références.
- Insérer une infobox (cadre d'informations à droite) n'est pas obligatoire pour parachever la mise en page.

Pour une aide détaillée, merci de consulter Aide:Wikification.
Si vous pensez que ces points ont été résolus, vous pouvez retirer ce bandeau et améliorer la mise en forme d'un autre article.
Le Sommet de Genève pour les droits humains et la démocratie est un événement annuel portant sur les droits humains. Il est parrainé par un ensemble de 20 organisations non gouvernementales. Chaque année, en amont de la session annuelle du Conseil des droits de l'homme des Nations Unies, des militants du monde entier se réunissent pour sensibiliser la communauté internationale quant à la situation des droits humains dans le monde,,.

## Histoire

### 2009
La première édition de ce sommet a eu lieu le dimanche 19 avril 2009, en amont de la Conférence d'examen de Durban des Nations Unies. Parmi les intervenants figuraient alors, entre autres, la militante iranienne Nazanin Afshin Jam ; le sociologiste dissident égyptien Saad Eddin Ibrahim ; la militante américaine pour les droits de l'homme Ellen Bork ; Gibreil Hamid du Darfour (Soudan) ; Soe Aung de Birmanie ; Marlon Zakeyo du Zimbabwe ; le militant de l'opposition cubaine et ancien prisonnier politique José Gabriel Ramón Castillo ; ainsi que le militant vénézuélien Gonzalo Himiob Santome.

### 2010
L'édition de 2010 du sommet s'est tenue à Genève le lundi 8 mars. Parmi les intervenants on retrouvait entre autres: Massouda Jalal, ex-ministre afghane des Affaires féminines ; la dirigeante ouïghoure en exil Rebiya Kadeer ; Bob Boorstin, directeur des politiques chez Google ; Caspian Makan, fiancé de la célébrité iranienne assassinée Neda Agha Soltan ; le dissident cubain José Gabriel Ramón Castillo ; et le birman Bo Kyi, ancien prisonnier politique et secrétaire de l' Association d'assistance aux prisonniers politiques.

### 2011
L'édition de l'année 2011 s'est tenue le mardi 15 mars. Parmi les intervenants étaient alors comptés: la militante ougandaise des droits des LGBT+ Jacqueline Kasha ; le dissident cubain Luis Enrique Ferrer Garcia ; Guang-il Jung, évadé d'un camp de travail nord-coréen ; le militant turkmène Farid Tukhbatullin ; le militant nord-coréen Cheong Kwang Il ; et le dissident libyen Mohamed Eljahmi.

### 2012
Le sommet de 2012 s'est tenu à Genève le mardi 13 mars de la même année. Parmi les intervenants figuraient, entre autres: deux dissidents chinois Yang Jianli et Ren Wanding ; l'activiste cubain Néstor Rodríguez Lobaina ; l'activiste zimbabwéenne Jestina Mukoko ; l'activiste de Birmanie Zoya Phan ; ] l'ancien prisonnier politique d'origine égyptienne Maikel Nabil ; les transfuges nord-coréens Joo-il Kim et Song Ju Kim ; le militant iranien Ebrahim Mehtari ; et le militant syrien Hadeel Kouki.

### 2013
L'édition de 2013 de l'événement s'est tenue le mardi 19 février de la même année à Genève. Parmi les intervenants figuraient, entre autres, la militante pakistanaise des droits des femmes Mukhtar Mai ; l'écrivain athée marocain Kacem El Ghazzali ; l'homme politique tibétain Dicki Chhoyang ; la femme politique syrienne Randa Kassis ; l'ancien prisonnier politique cubain Régis Iglesias ; la dissidente iranienne Marina Nemat; le mari de Nadezhda Tolokonnikova, membre des Pussy Riot emprisonnée, Piotr Verzilov ; et le journaliste du Kazakhstan Lukpan Akhmedyarov.
Le sommet de 2014 s'est tenu à Genève le mardi 25 février 2014 et comptait parmi ses intervenants, entre autres: Biram Dah Abeid, un militant mauritanien anti-esclavagiste ; Tenzin Dhardon Sharling, alors député tibétain ; Yang Jianli, un dissident politique chinois ; Irwin Cotler, alors député canadien et avocat spécialiste des droits humains; Ahn Myong Chul, militant nord-coréen pour les droits de l'homme ; Naghmeh Abedini, épouse du pasteur irano-américain emprisonné Saeed Abedini ;[réf. nécessaire] et la tante du leader de l'opposition vénézuélienne incarcéré Leopoldo López.
Le prix du courage du sommet a été décerné au dissident chinois Chen Guangcheng, qui était alors l'intervenant principal de l'événement.

### 2015
Le sommet de l'année 2015 a eu lieu le mardi 24 février 2015 à Genève. On comptait notamment, parmi les intervenants, Yeonmi Park, une transfuge nord-coréenne et militante des droits humains; Lim Il, un transfuge nord-coréen et ancien condamné au travail forcé ; un adolescent nigérian, appelé « Saa », qui a réussi à s'échapper après avoir été enlevé par Boko Haram ;, les leaders du mouvement de contestation de Hong Kong Alex Chow et Lester Shum ; Pierre Torres, un journaliste français qui a été retenu en otage par l'Etat Islamique pendant dix mois ; le journaliste turc Yavuz Baydar ; la politicienne marocaine Fouzia Elbayed ; et la politicienne tibétaine Dicki Chhoyang.
Le prix du courage pour cette édition du sommet a été décerné à Raif Badawi, un écrivain et activiste saoudien emprisonné, et reçu en son nom par Elham Manea, professeure à l'Université de Zurich. Le prix des droits des femmes pour cette année 2015 a quant à lui  été décerné à Masih Alinejad, journaliste iranienne et fondatrice de My Stealthy Freedom.

### 2016
Le sommet de 2016 s'est tenu à Genève le mardi 23 février. Parmi les intervenants figuraient notamment: Ensaf Haidar, épouse du blogueur saoudien emprisonné Raif Badawi ; Anastasia Lin, élue Miss Monde Canada 2015 et défenseure des droits humains en Chine ; Vian Dakhil, homme politique irakien et défenseur des victimes de l'Etat islamique; Svitlana Zalishchuk, femme politique d'origine ukrainienne et figure importante du mouvement Euromaidan de 2013 ; Darya Safai, défenseure des droits des femmes d'origines belgo-iraniennes ; Orhan Kemal Cengiz, défenseur des droits humains d'origine turque; Lee Young-guk, ancien garde du corps de Kim Jong-il qui a fait défection en Corée du Sud ; Polina Nemirovskaia, une militante russe des droits humains; David Trimble, ancien Premier ministre d'Irlande du Nord ; ainsi que le dissident chinois Yang Jianli.
Le prix du courage pour cet édition de l'évènement a été décerné aux dirigeants de l'opposition vénézuélienne incarcérés Antonio Ledezma et Leopoldo López . Des proches des deux hommes ont reçu le prix à leur place. Le prix des droits des femmes pour cette année a été décerné à Vian Dakhil, la seule femme yézidie membre du Parlement irakien, et à Jan Ilhan Kizilhan, une psychologue d'origine allemande fondatrice d'une clinique en Irak pour les femmes victimes de l'État islamique.

### 2017
Le sommet de 2017 s'est tenu à Genève le mardi 21 février. Parmi les intervenants étaient comptés; Hillel Neuer, directeur exécutif de UN Watch ; Irwin Cotler, président du Centre Raoul Wallenberg pour les droits de l'homme ; Jakub Klepal, directeur exécutif de Forum 2000 ; Can Dündar, journaliste turque en exil ; Zhanna Nemtsova, journaliste et militante russe ; Anastasia Zotova, militante russe et épouse d'un autre militant russe, Ildar Dadin ; Antonietta Ledezma, fille de l'homme politique vénézuélien emprisonné Antonio Ledezma ; Chito Gascon, militant d'origine philippine; Taghi Rahmani, journaliste d'origine iranienne et époux de la militante pour les droits humains Narges Mohammadi ; Alfred H. Moses, à la tête de UN Watch ; El Sexto, artiste graffeur et militant cubain ; Nyima Lhamo, militante tibétaine en exil et nièce de Tenzin Delek Rinpoche ; Biram Dah Abeid, militant mauritanien anti-esclavagiste ; Astrid Thors, femme politique finlandaise ; Mohamed Nasheed, militant maldivien ; Medard Mulangala, leader de l'opposition en RDC ; James Jones, réalisateur de documentaires ; Kim Kwang-jin, transfuge nord-coréen ; et Đặng Xuân Diệu, militant vietnamien des droits humains.
Le prix des droits des femmes 2017 a été décerné à une dénommée « Shirin », une femme yézidie qui a échappé à l'esclavage sexuel qui sévit au sein de l' État islamique. Elle est aussi auteure de Je reste fille de la lumière ( Ich bleibe eine Tochter des Lichts ), récemment publié en Allemagne,. Le prix du courage du sommet a quant à lui été décerné à Mohamed Nasheed, ancien président des Maldives et chef de file en termes de militantisme pour les droits humains du pays.

### 2018
Le mardi 20 février 2018 s'est tenu le sommet 2018. Parmi les intervenants étaient comptés: une nouvelle fois, Hillel Neuer, directeur exécutif de UN Watch ; Luis Almagro, homme politique uruguayen et secrétaire général de l' Organisation des États Américains ; Javier El-Hage, avocat bolivien et associé de la Human Rights Foundation ; l'auteure turque Aslı Erdoğan ; le psychologue, journaliste et militant cubain Guillermo Fariñas ; le pasteur et dissident zimbabwéen Evan Mawarire ; Effy Nguyen, fils du militant vietnamien et prisonnier politique Nguyen Trung Ton ; le journaliste pakistanais Taha Siddiqui ; le dissident chinois Yang Jianli ; Lam Wing-kee, alors propriétaire d'une librairie de Hong Kong ; le moine et activiste tibétain Golog Jigme ; le journaliste britannique Jonny Gould ; Farida Abbas Khalaf, autrice yézidie de La Fille qui a battu ISIS ; Ruth Dreifuss, première femme présidente de al Confédération suisse ; la militante congolaise des droits humains Julienne Lusenge ; María-Alejandra Aristeguieta Álvarez, alors coordinatrice d'Iniciativa Por Venezuela ; l'ancien député canadien Irwin Cotler ; l'homme politique vénézuélien et ancien prisonnier politique Antonio Ledezma ; à nouveau Luis Almagro, secrétaire général de l' Organisation des États américains ; la militante ougandaise des droits des LGBT+ Kasha Jacqueline ; la militante irano-canadienne Maryam Nayeb Yazdi ; le journaliste et réalisateur iranien Maziar Bahari ; Maryam Malekpour, sœur du prisonnier politique iranien Saeed Malekpour ; Fred et Cindy Warmbier, parents d'Otto Warmbier, un étudiant américain décédé après avoir été torturé lors de son incarcération en Corée du Nord ; le missionnaire américano-coréen Kenneth Bae ; le dissident russe Vladimir Vladimirovich Kara-Murza ; la défenseure des droits des femmes congolaise Julienne Lusenge et l'avocat et diplomate américain Alfred H. Moses.
Le prix du courage de l'édition 2018 du sommet a été décerné au dissident russe Vladimir Vladimirovitch Kara-Murza. Le prix des droits des femmes 2018 a été décerné à Julienne Lusenge, militante pour les droits des femmes congolaises.

### 2019
Le sommet 2019 s'est tenu le mardi 26 mars. Parmi les principaux intervenants figuraient: une nouvelle fois Hillel Neuer, directeur exécutif de UN Watch ; le journaliste syrien Abdalaziz Alhamza ; l'avocat et diplomate américain Alfred H. Moses ; Centa Rek, associée à la Fondation des Droits de l'Homme ; le réalisateur et militant tibétain Dhondup Wangchen ; le diplomate vénézuélien Diego Arria ; la militante saoudienne Ensaf Haidar, épouse du blogueur saoudien emprisonné Raif Badawi ; le chef de l'opposition nicaraguayenne Félix Maradiaga ; la femme politique d'origine marocaine Hakima El Haite ; le journaliste américain James Kirchick ; l'avocat des droits humains Juan Carlos Gutiérrez ; la poète et activiste burundaise exilée Ketty Nivyabandi ; le député canadien Michael Levitt ; l'avocat vietnamien des droits humains Nguyễn Văn Đài ; le militant somalien Nimco Ali ; le journaliste et activiste d'origine kurde Nurcan Baysal ; la journaliste et rédactrice suédoise Paulina Neuding ; Richard Ratcliffe, mari de la militante anglo-iranienne Nazanin Zaghari-Ratcliffe ; Vicente de Lima II, frère de l'avocate d'origine philippine emprisonnée Leila de Lima ; et le dissident chinois Yang Jianli.
Le prix du courage pour cette édition du sommer a été décerné au réalisateur et militant tibétain Dhondup Wangchen, qui a su « représenter ce qu'était la vie sous la domination chinoise à travers un documentaire révolutionnaire, Leaving Fear Behind »,. Le prix des droits des femmes pour cette année a été décerné à la militante somalienne Nimco Ali pour sa campagne visant à mettre fin aux mutilations génitales féminines,.

## Partenaires
Parmi les partenaires sont comptées les organisations suivantes :
- Observatoire de l'ONU
- Centre pour la paix et le développement au Darfour
- Directoire démocratique cubain
- Liberté et Roam Uganda
- Fondation des Droits de l'Homme
- Militants des droits de l'homme en Iran
- Initiatives pour la Chine
- Ligue internationale contre le racisme et l'antisémitisme
- Arrêter les exécutions d’enfants
- Congrès mondial ouïghour
- Viet Tan
- Association ouïghoure américaine
- Collectif Urgence Darfour
- Ingénieurs Du Monde
- Comité interafricain sur les pratiques traditionnelles affectant la santé des femmes et des enfants
- Fédération Internationale de la Jeunesse Libérale
- Association des femmes tibétaines - Suisse
- Justice pour la Corée du Nord
- Internationale libérale
- Projet de droits à la liberté
- Initiative du Venezuela